# Astaman
Astaman conosciuto anche come Tirtosari (1903 – 1980) è stato un attore indonesiano.
Attivo dagli anni dieci fino alla metà degli settanta, fu il primo attore dell'influente compagnia teatrale Dardanella e, dopo essere entrato nell'industria cinematografica nel 1940 con Kartinah di Andjar Asmara (anche lui ex-membro del Dardanella), recitò in 43 film. Dopo essere apparsa in diversi altri lungometraggi, debuttò dietro la macchina da presa nel 1950, realizzando Sedap Malam, divenendo la prima regista donna nella storia indonesiana. Sebbene il suo lavoro fosse stato generalmente ignorato, in seguito le sue colleghe seppero guadagnarsi un grande successo di critica.

## Filmografia

### Cast
- Kartinah (1940)
- Noesa Penida (1941)
- Elang Darat (1941)
- Ratna Moetoe Manikam (1941)
- Djatoeh Berkait (1944)[N 1]
- Saputangan (1949)
- Bintang Surabaja 1951 (1950)
- Damarwulan (1950)
- Djembatan Merah (1950)
- Harumanis (1950)
- Ratapan Ibu (1950)
- Terang Bulan (1950)
- Bakti Bahagia (1951)
- Djiwa Pemuda (1951)
- Pahlawan (1951)
- Rumah Hantu (1951)
- Pengorbanan (1952)
- Rodrigo de Villa (1952)
- Solo Di Waktu Malam (1952)
- Ajah Kikir (1953)
- Asam Digunung Garam Dilaut (1953)
- Bagdad (1953)
- Leilani (1953)
- Bintang Baru (1954)
- Air Pasang (1954)
- Kasih Sajang (1954)
- Lewat Djam Malam (1954)
- Siapa Ajahku (1954)
- Tarmina (1954)
- Berdjumpa Kembali (1955)
- Rindu Damai (1955)
- Buruh Bengkel (1956)
- Djandjiku (1956)
- Harta Angker (1956)
- Saodah (1956)
- Ibu Mertua (1960)
- Menudju Bintang (1960)
- Asmara dan Wanita (1961)
- Melati Dibalik Terali (1961)
- Petir Sepandjang Malam (1967)
- Lorong Hitam (1971)
- Putri Solo (1974)
- Paul Sontoloyo (1974)

### Crew
- Hidup Baru (1951)
- Tarmina (1954)